# Quarta Divisão
Quarta Divisão (Portugiesisch für: Vierte Abteilung) ist ein Krimi-Thriller des portugiesischen Filmregisseurs Joaquim Leitão aus dem Jahr 2013. Der auch als Filmdrama angelegte Krimi thematisiert Häusliche Gewalt und Femizide, spielt in seiner Geschichte aber am Rande auch auf den Casa-Pia-Missbrauchsskandal (2002) an, bei dem bis heute einige Fragen über die Verwicklung höchster Politiker in der Öffentlichkeit bestehen blieben.

## Handlung
Als der neunjährige Martim Cabral e Melo vor seiner Lissabonner Privatschule verschwindet, wird der Abteilung 4 der Polizei (PSP) der Fall übertragen. Sie startet eine großangelegte Suchaktion nach dem Jungen in der ganzen Stadt. Alle Möglichkeiten werden dabei in Betracht gezogen, und die Fahndung beginnt.
Die engagierte, aber impulsive Kommissarin Lena befragt immer wieder das gesamte Umfeld des Jungen, vor allem die Mutter, die verschlossene Olga, und den Vater, der hohe Richter und angehende Justizminister Filipe. Lena stößt dabei auf immer mehr Widersprüche und Geheimnisse, eckt dabei überraschend bei einflussreichen Persönlichkeiten an und stößt auch in ihrer eigenen Behörde auf Widerstände. Im Laufe ihrer Ermittlungen zeigt sich dann unerwartet, dass Filipe privat ein erschreckend gewalttätiger, rücksichtsloser und eifersüchtiger Ehemann ist.
Als der Junge wieder auftaucht und Aussagen macht, die seinen Vater des Missbrauchs belasten, wird dieser angeklagt. Die Vorwürfe werden bekannt, er muss Erniedrigungen erdulden und er verliert seine Karriere. Vor Gericht gekommen, wird der Fall nun polizeilich zu den Akten gelegt. Doch Lena ermittelt auf eigene Faust weiter, als Martim und seine Mutter spurlos verschwinden. Schließlich findet sie heraus, dass Filipe zwar seine Frau unablässig misshandelte und vergewaltigte, seinen Sohn jedoch liebt und stets fürsorglich behandelte, er nun also aus den falschen Gründen verurteilt wird, basierend auf Aussagen, die Martim durch Manipulation der hilflosen Mutter machte. Kommissarin Lena kehrt mit Beweisen, die den Fall richtigstellen, gerade rechtzeitig zur Urteilsverkündung zum Gericht zurück. Als sie Filipe das Urteil in Empfang nehmen sieht, entscheidet sie jedoch anders, vernichtet die Beweise unter Tränen der Wut und verlässt das Gericht ohne einzugreifen.
Vor dem Abspann erscheint der Hinweis, dass zwischen dem 1. Januar und dem 30. September 2012 allein in Portugal 33 Frauen durch Femizide und Häusliche Gewalt starben, gefolgt vom Hinweis, dass 320 Personen in portugiesischen Gefängnissen wegen Häuslicher Gewalt einsitzen, davon nur eine Frau. Zudem führten von 389 Anzeigen wegen Häuslicher Gewalt im Gerichtsbezirk Lissabon im Zeitraum vom 1. März bis 31. Oktober 2012 nur acht zur abschließenden Verurteilung (bis Anfang 2013). Im Jahr 2011 wurden den portugiesischen Polizeibehörden (PSP und GNR) insgesamt 23.741 Fälle häuslicher Gewalt in der Ehe angezeigt, mit einer vermuteten hohen Dunkelziffer.

## Rezeption
Nach einer Vorpremiere am 22. Februar 2013 im Lissabonner Cinema São Jorge kam Quarta Divisão am 28. Februar 2013 in die portugiesischen Kinos. Mit 4.993 verkauften Eintrittskarten war der Film danach nur ein mittelmäßiger Erfolg.
Der Film war für die wichtigsten portugiesischen Filmpreise 2014 nominiert, darunter die Prémios Sophia (in mehreren Kategorien), die Preise der SPA (Carla Chambel als beste Schauspielerin) und die Globos de Ouro 2014 (Paulo Pires als bester Schauspieler).
Der Film lief am 12. Oktober 2019 erstmals im Fernsehen, bei RTP2, wo er am 6. Juni 2020 wiederholt wurde.
Quarta Divisão erschien 2013 als DVD bei ZON Audiovisuais.